# Mary Twala
Mary Twala (Soweto, 14 de septiembre de 1939-Johannesburgo, 4 de julio de 2020) fue una actriz sudafricana.

## Biografía
En 2011 fue nominada a los Premios de la Academia de Cine Africano como mejor actriz secundaria por su papel en Hopeville.
Falleció el 4 de julio de 2020 a las 11 a. m. en el hospital privado Parklane.

## Filmografía destacada

### Cine
- 1984: Stoney: The One and Only
- 1985: Bad Company
- 1986: Strike Force
- 1988: Mapantsula
- 1992: Sarafina
- 1993: Friends
- 1995: Waati
- 2003: Beat the Drum
- 2007: Ghost Son
- 2010: Hopeville
- 2010: State of Violence
- 2013: Mandela: Long Walk to Freedom
- 2014: Hector and the Search for Happiness
- 2015: Vaya [4]
- 2017: Beyond the River [5]
- 2017: The Dark Tower
- 2019: This Is Not A Burial, It's A Resurrection
- 20??: Comatose [6]

### Televisión
- 1989: Inkom' Edla Yodwa
- 1996: Passeur d'enfants
- 2007: Uzibo: The Calling
- 2009: Hopeville
- 2009: The No. 1 Ladies' Detective Agency
- 2012: Strike Back
- 2015: Wallander
- 2016: Roots